# Vestiges archéologiques (Aigues-Vives)

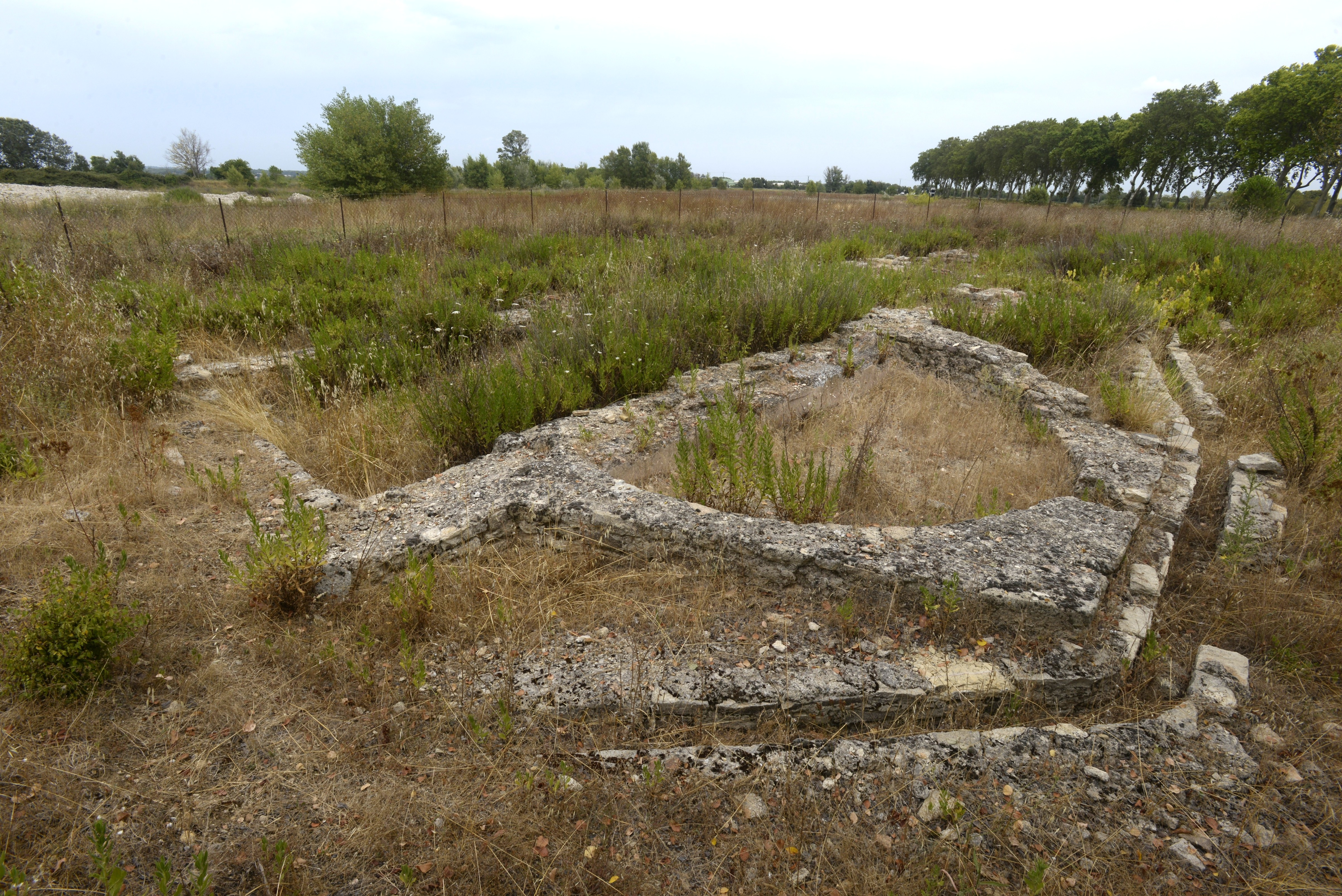
Villa romaine à Aigues-Vives, lieu-dit Pataran.

Les vestiges archéologiques d'Aigues-Vives sont situés à Aigues-Vives, dans le département du Gard et la région Languedoc-Roussillon. Ils sont situés dans l'enceinte du cimetière Pataran. Ces vestiges datent du Haut-Empire, Bas-Empire,  Haut Moyen Âge et du Moyen Âge et font l’objet d’une inscription au titre des monuments historiques depuis le 18 mai 1973.